# Colosso dell'Appennino
Il colosso dell'Appennino è una statua in pietra alta circa 14 metri, situata nei terreni di Villa Demidoff a Vaglia, in Toscana. Venne realizzato negli anni ottanta del Cinquecento dallo scultore fiammingo Jean de Boulogne (meglio noto come Giambologna), con l'intento di rappresentare gli Appennini. Inizialmente la scultura era situata presso la tenuta di Villa di Pratolino (la costruzione precedente alla moderna Demidoff), costruita da Bernardo Buontalenti circa vent'anni prima su ordine del Gran Duca di Toscana Francesco de' Medici.

## Descrizione
Il colosso dell'Appennino venne pensato non soltanto come personificazione dell'Appennino, ma anche come fonte per Pratolino, con le sue fontane capaci anche di alcuni giochi d'acqua. Ha le sembianze di un anziano accovacciato sulla riva di un lago ed è raffigurato in una posa realistica e suggestiva,  attorniato da numerosi personaggi mitologici delle Metamorfosi di Ovidio, come Pegaso, il Parnaso e Giove. Si presume che il Giambologna si sia ispirato, per la scultura, alla descrizione di un Atlante simile ad una montagna nell'opera di Ovidio. Altre fonti citano invece l'Atlante dell'Eneide di Virgilio. Con la mano sinistra sembra star stritolando la testa di un mostro marino attraverso la cui bocca aperta l'acqua scorre nello stagno davanti alla statua. Il colosso è raffigurato completamente nudo, con le stalattiti a formare la sua lunga barba e i suoi capelli, a suggello di una rappresentazione metamorfica dell'uomo, che fonde il suo corpo con la natura circostante, emergendone come se fosse viva. Il gigante era in grado di sudare e piangere: l'acqua sgorgava infatti dal suo corpo tramite una rete di condutture. Il suo corpo d'inverno si copriva quindi di ghiaccioli. Proprio per questo suo aspetto è anche chiamato "il Gennaio", rappresentazione de' "la vecchiaia" o dell'inverno e dal mese più freddo dell'anno, gennaio. Il nome viene da una scultura analoga di un altro artista, la statua di "Gennaio" o "Inverno" dell'Ammanati nel giardino superiore della Villa Medicea di Castello, Firenze. 
L'opera è fatta di pietra e intonaco, e risulta essere parzialmente ricoperta da muschi e licheni. Al suo interno sono presenti varie grotte e stanze, distribuite entro tre livelli distinti. Al piano terra, una grotta ospita una fontana ottagonale dedicata a Thetys. Il pittore Jacopo Ligozzi decorò nel 1586 il grotto con affreschi ritraenti dei villaggi della costa toscana. In altri ambienti sono invece presenti delle "scene minerarie" ispirate al De re metallica del mineralogista Georgius Agricola. Al piano superiore è situata una camera abbastanza grande per una piccola orchestra e nella testa una stanzetta presenta un camino, la cui canna fumaria sono le narici del colosso, e delle fessure per occhi e bocca. Francesco amava pescare stando in questa camera, facendo uscire la canna da pesca da uno degli occhi. Di notte la stanza veniva illuminata con torce e dunque gli occhi sembravano brillare nell'oscurità.
Inizialmente, il dorso del Colosso era protetto da una struttura (con terrazza sovrastante) somigliante all'entrata di una grotta, come si vede su un'acquaforte di Stefano della Bella. Giovan Battista Foggini la fece distruggere nel 1690 e fece erigere al suo posto la statua di un dragone. Si dice che fosse una fontana, ma si presume che il ventre del drago sia stato trasformato in un camino mentre il collo e la testa avevano la funzione di camino. Nel 1876 lo scultore Rinaldo Barbetti restaurò la statua.

## Posizione e proprietà
La villa si trova a circa 10 chilometri a nord di Firenze, ai piedi dell'Appennino. Ospita il cosiddetto Prato del Appennino, frontale al colosso. In seguito alla morte di Francesco de' Medici del 1587 e di sua moglie Bianca Capello il giorno seguente, tutta la tenuta andò incontro ad uno stato di abbandono. La Villa di Pratolino venne demolita nel 1822 e nel 1872 gli eredi di Leopoldo II vendettero i terreni alla famiglia Demidoff, che quindi costruì la propria villa. Nel 1981 Villa Demidoff venne infine acquisita dalla Provincia di Firenze che la aprì al pubblico.

## Galleria d'immagini

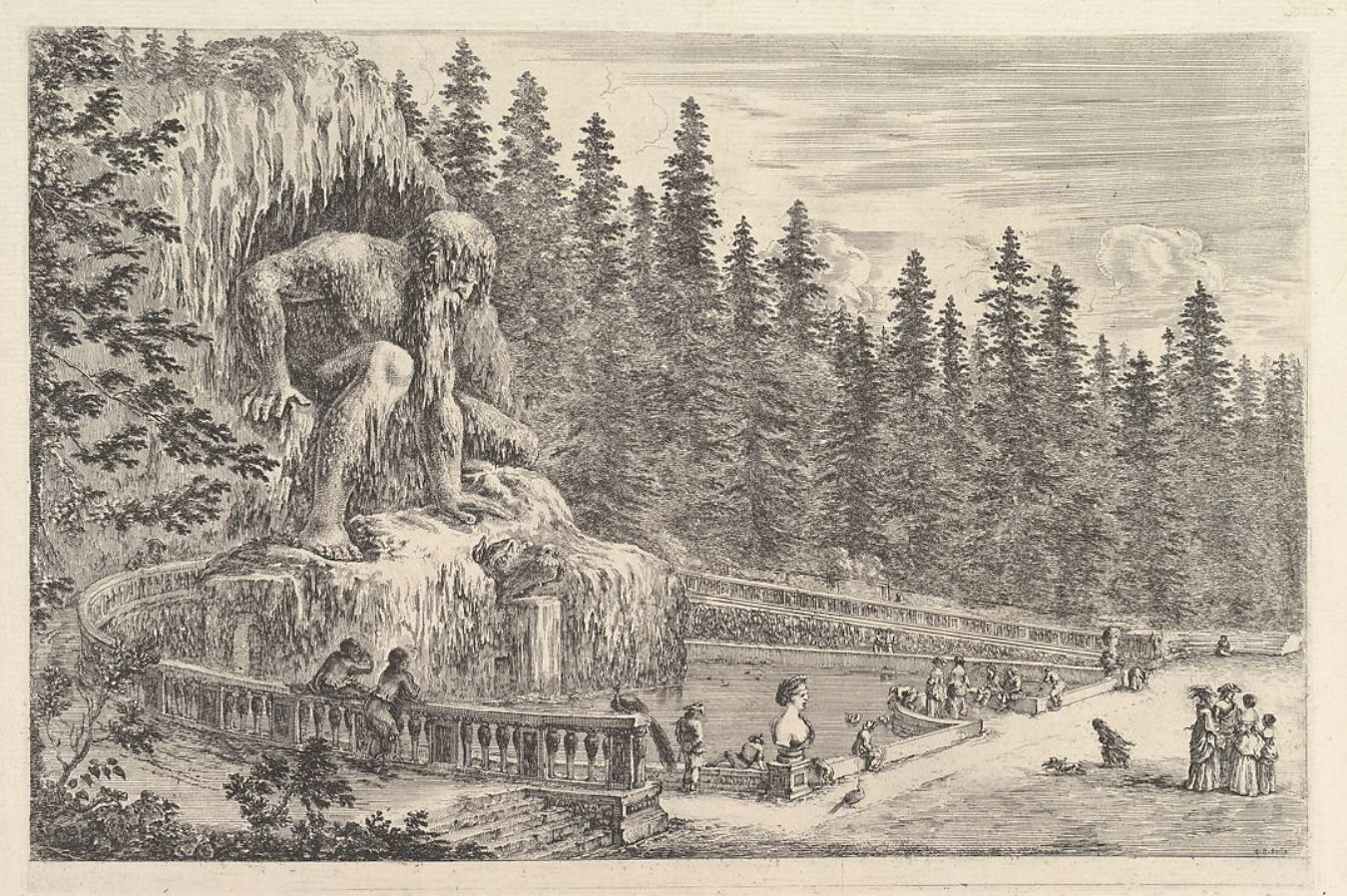
Acquaforte di Stefano Della Bella
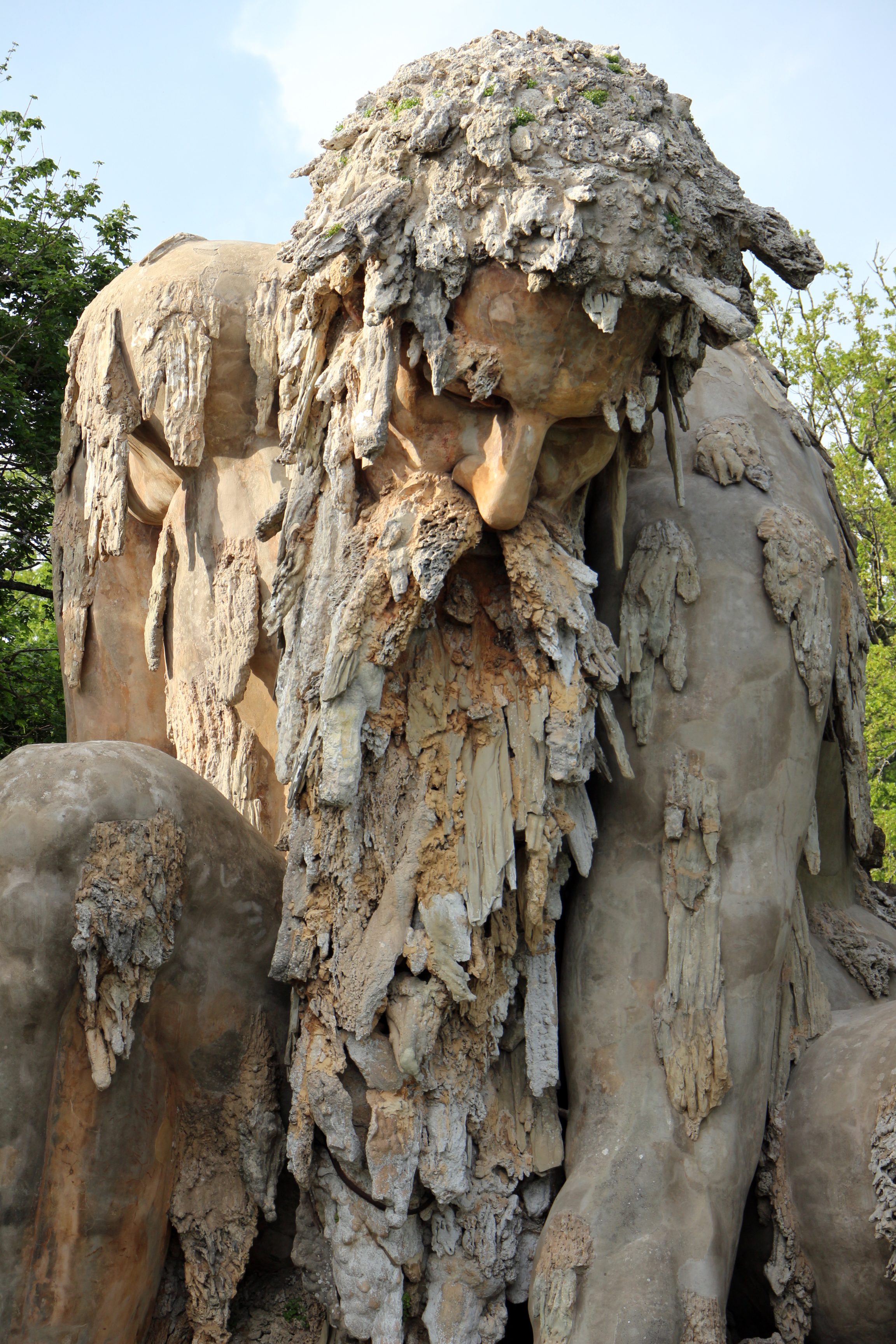
Visione frontale
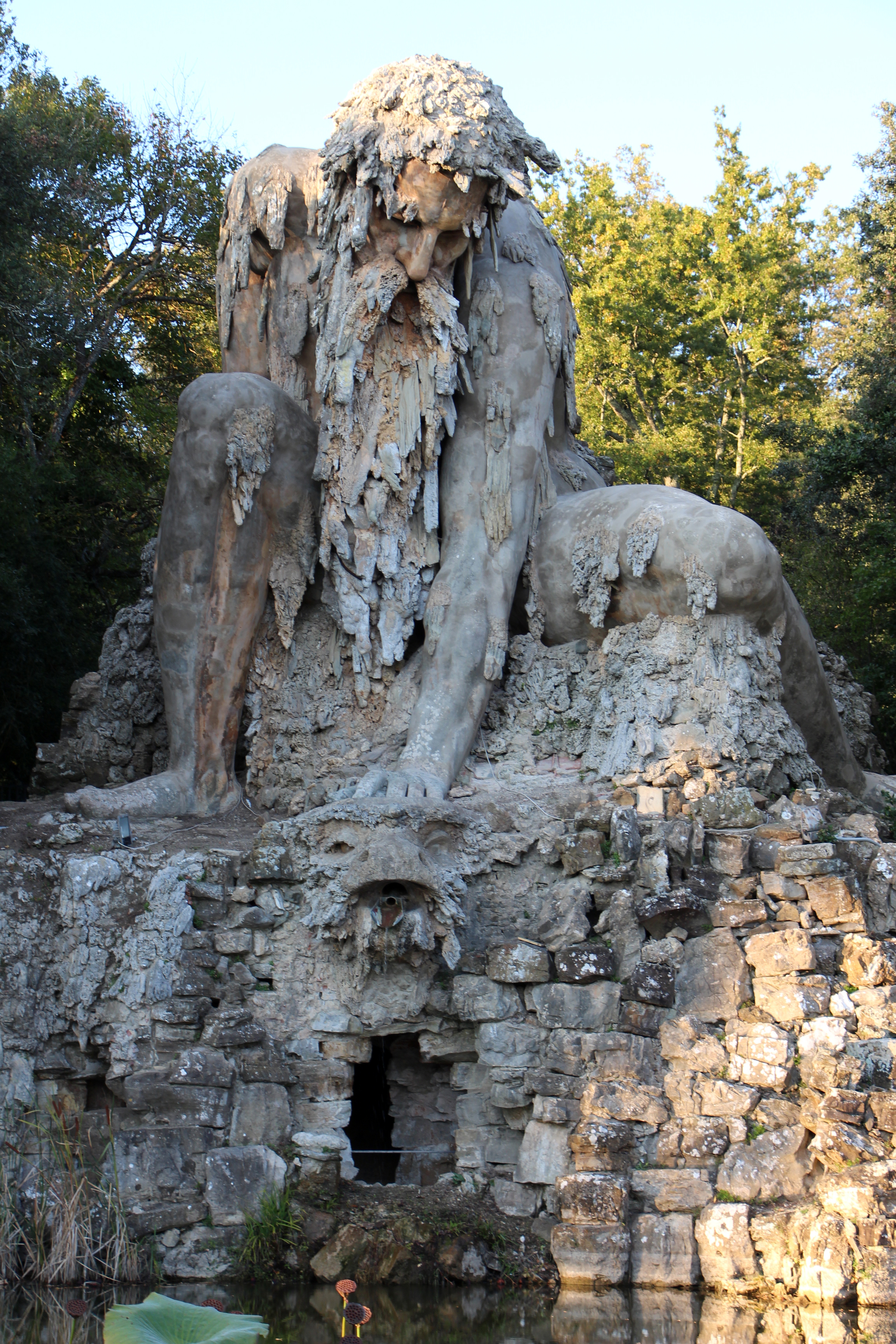
Il colosso dell'Appennino guarda lo stagno
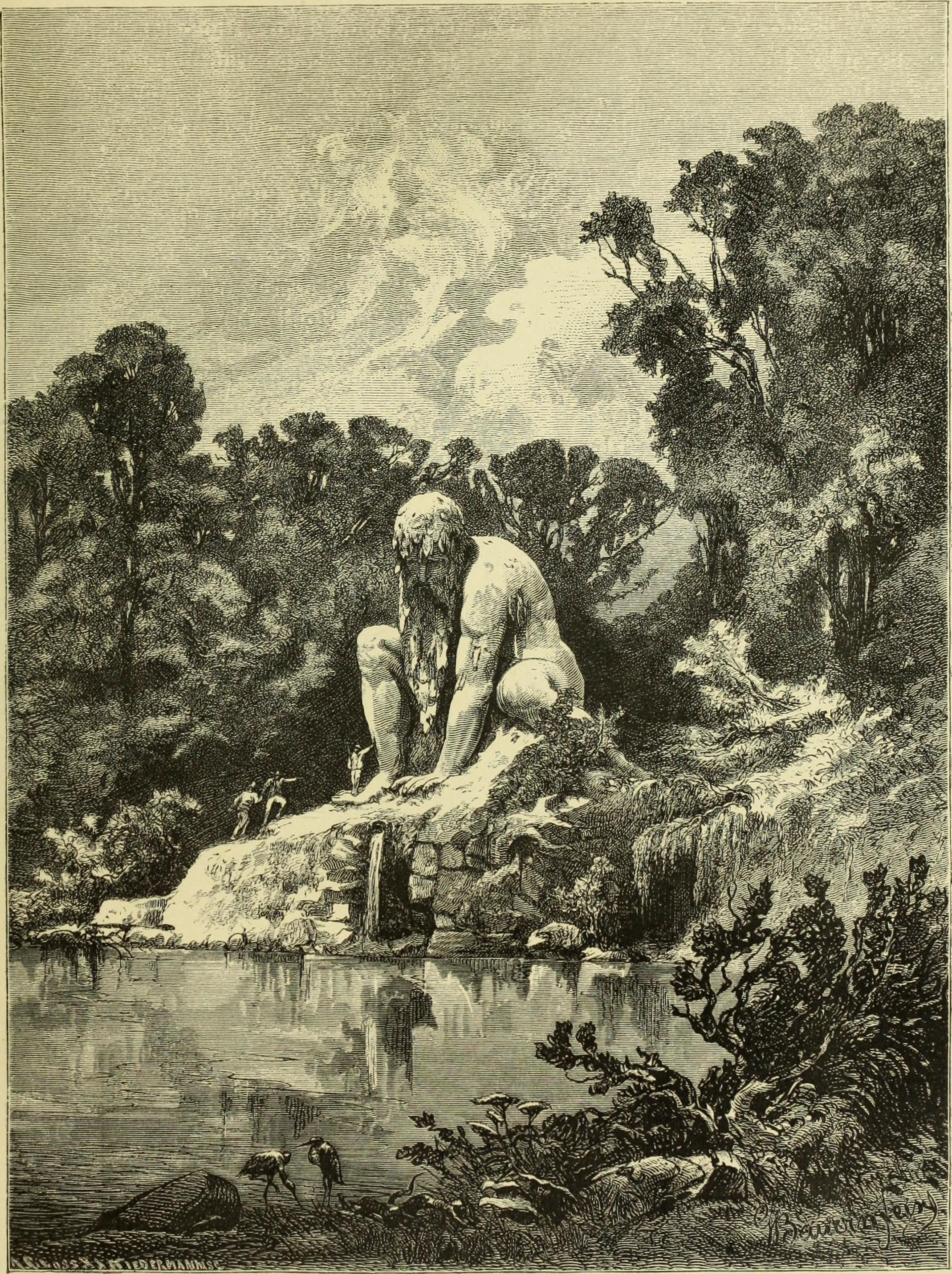
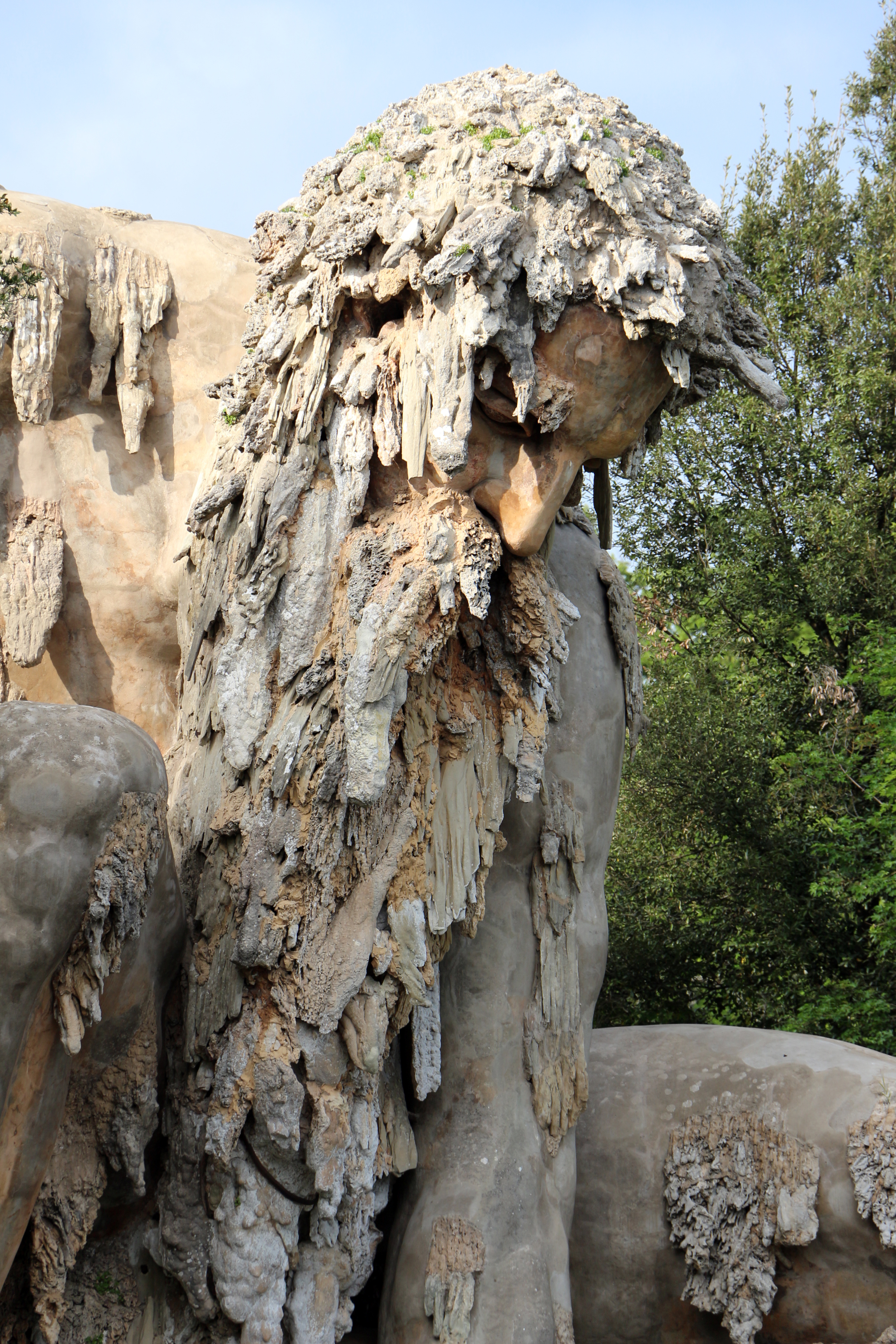
Dettaglio
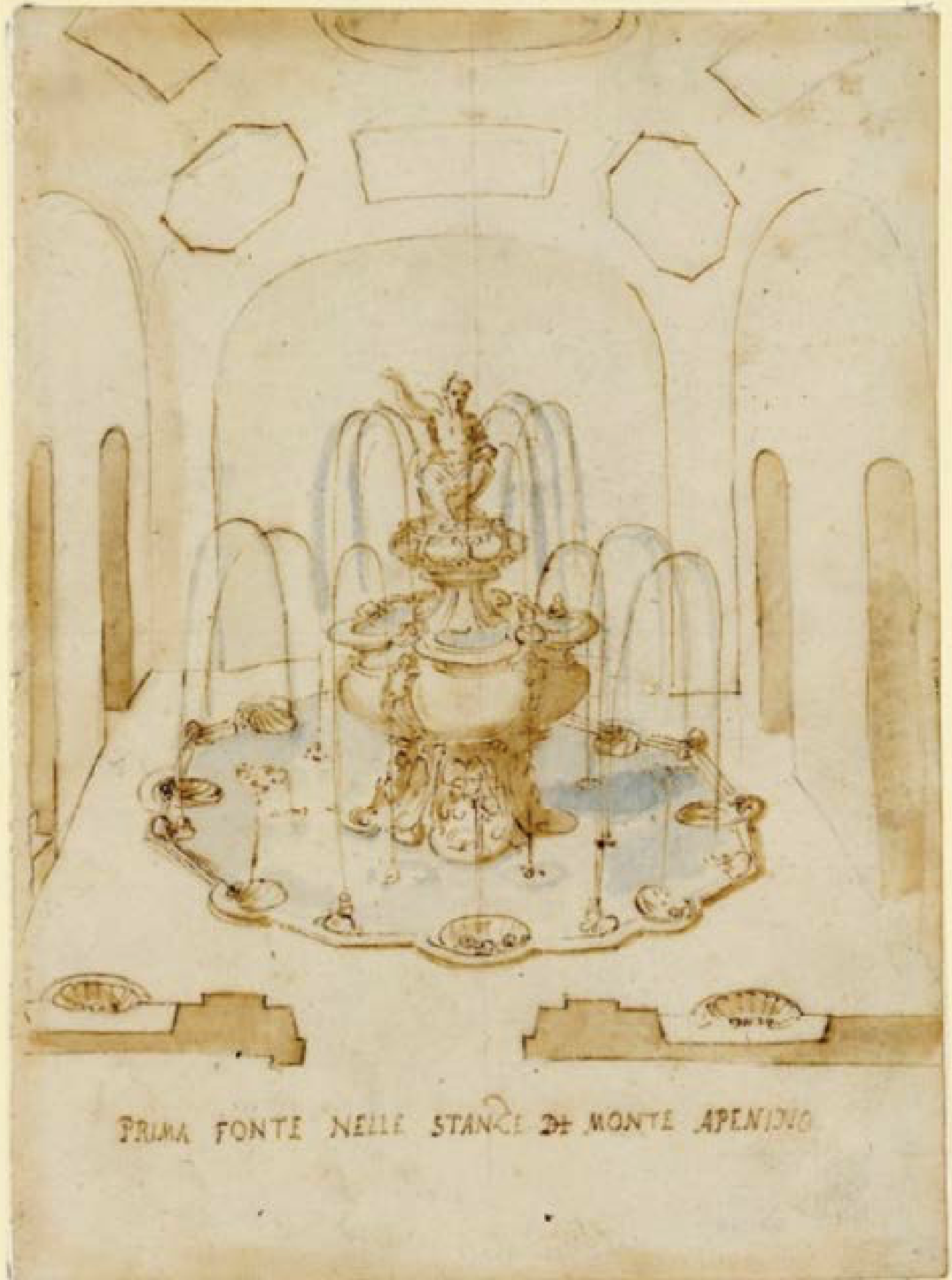
Fontana di Teti di Giovanni Guerra
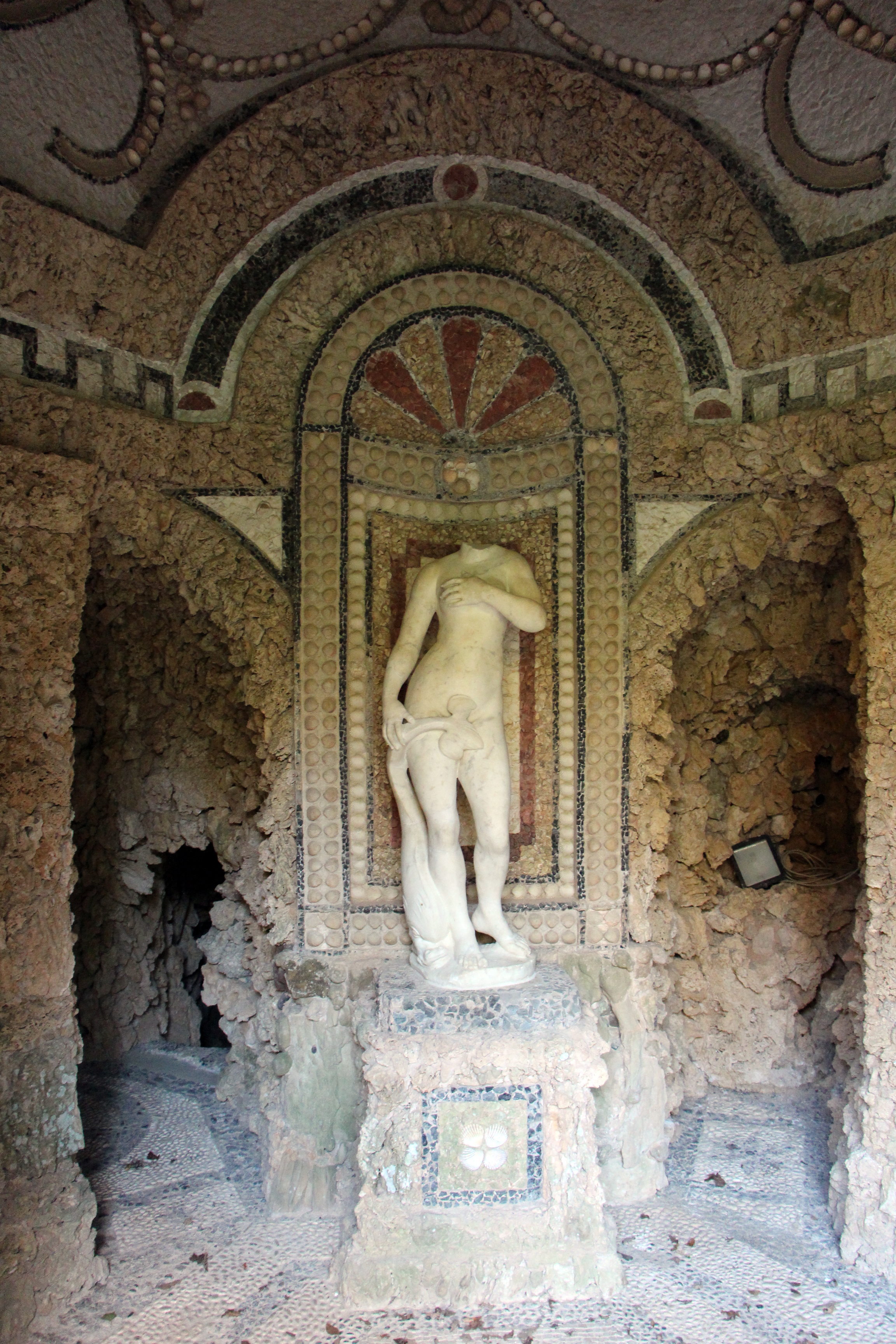
Grotta superiore
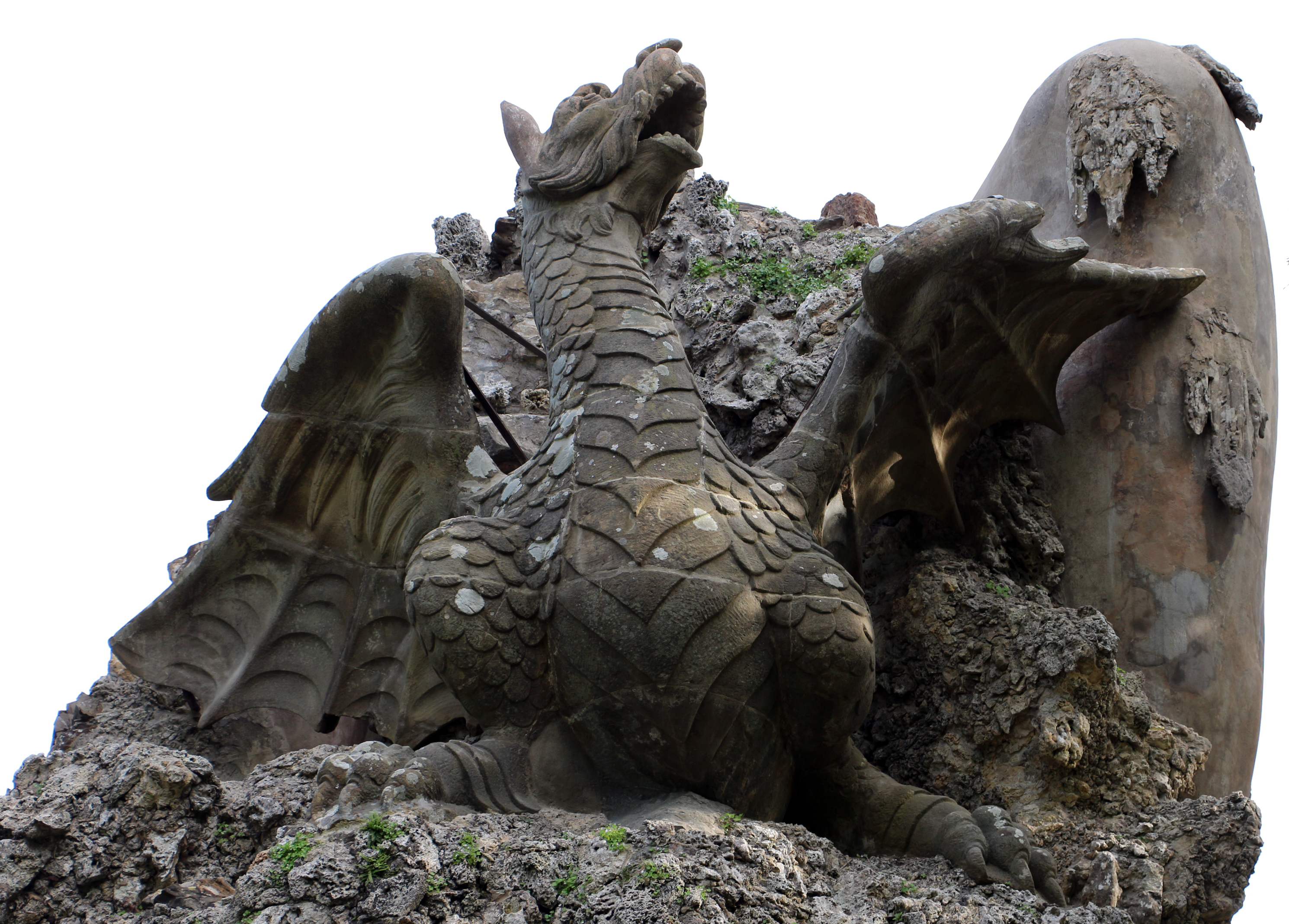
Drago di Giovanni Battista Foggini